# Rhyacophila cedrensis
Rhyacophila cedrensis is een schietmot uit de familie Rhyacophilidae. De soort komt voor in het Palearctisch gebied.
De wetenschappelijke naam van de soort werd voor het eerst gepubliceerd in 1993 door de Canadese entomoloog Fernand Schmid.